# رودخانه تتون
رودخانه تتون (به انگلیسی: Teton River) رودی در ایالات متحده آمریکا است که در شهرستان مدیسون، آیداهو واقع شده‌است. این رود شاخه‌ای به طول ۱۰۳ کیلومتر (۶۴ مایل) از رودخانه هنری فورک دشت رود اسنیک در جنوب شرقی آیداهو در ایالات متحده است. از طریق دره تتون در امتداد سمت غربی رشته کوه تیتان در امتداد مرز آیداهو و وایومینگ در انتهای شرقی دشت رود اسنیک می‌ریزد. قرار گرفتن آن در امتداد جناح غربی تتونس، میزان بارندگی بیشتری را نسبت به بسیاری از رودخانه‌های دیگر منطقه به رودخانه می‌دهد.